# Geraldão
Geraldo Dutra Pereira, plus communément appelé Geraldão, est un footballeur brésilien né le 24 avril 1963 à Governador Valadares.

## Carrière
- 1981 :  Social FC
- 1982 :  Cruzeiro EC
- 1982-1983 :  Al-Arabi SC
- 1984-1987 :  Cruzeiro EC
- 1987-1991 :  FC Porto
- 1991-1992 :  Paris Saint-Germain FC
- 1992-1993 :  Club América
- 1993 :  Grêmio
- 1993 :  Portuguesa[2],[3],[4]

## Palmarès

### En club
Avec le Cruzeiro EC :
- Champion du Minas Gerais en 1984 et 1987
- Vainqueur de la Taça Minas Gerais en 1982, 1984 et 1985

Avec le FC Porto :
- Vainqueur de la Coupe intercontinentale en 1987
- Vainqueur de la Supercoupe d'Europe en 1987
- Champion du Portugal en 1988 et 1990
- Vainqueur de la Coupe du Portugal en 1988 et 1991
- Vainqueur de la Supercoupe du Portugal en 1990

Avec le Grêmio :
- Champion du Rio Grande do Sul en 1993

### En sélection
- Vainqueur des Jeux panaméricains en 1987